# Imraguens
Les Imraguens sont une communauté particulière à la Mauritanie se singularisant par la pratique de la pêche du mulet jaune.
Bafours à l'origine, métissés à des Berbères au XIVe siècle et des esclaves au XVIIe siècle, les Imraguens sont sous la tutelle de maîtres guerriers ou religieux.
Ils vivent dans de petits villages dispersés sur la côte nord de la Mauritanie, entre Nouadhibou et Nouakchott, essentiellement à l’intérieur du banc d’Arguin, mais aussi au sud du cap Timiris jusqu’à la latitude de Nouakchott. Ils sont musulmans malikites.

## Pêche au mulet
L'activité des Imraguens consiste essentiellement dans la pêche saisonnière à pied du mulet jaune, dont une partie est consommée sur place en frais, mais dont l'essentiel va être traité par les femmes pour fabriquer de la poutargue,.
La période de pêche la plus importante se déroule d'octobre à décembre, lorsque les mulets migrent du banc d’Arguin vers le delta du fleuve Sénégal où ils pondent. 
La technique traditionnelle pour pêcher le mulet jaune  consiste, pour les hommes d'un même campement, à mettre en place un système d’encerclement collectif des bancs de poissons à partir du rivage, à pied ou à la nage.
Jusqu'à la fin du XXe siècle, les pêcheurs Imraguens utilisaient en outre les dauphins à bosse de l'Atlantique ou sotalies du Cameroun (Sousa teuszii). Repérant un dauphin depuis la plage, les pêcheurs le sifflaient pour l'attirer vers le rivage. Il entraînait alors avec lui les bancs de mulets, que les pêcheurs pouvaient ainsi capturer plus facilement,,. Cet étonnant mode de pêche a été également observé en utilisant un autre dauphin, le tursiops.
Depuis les années 1930, ils utilisent aussi des bateaux canariens à voile latine appelés lanches.
Les mulets sont ensuite saignés dans la mer afin d'obtenir une chair plus blanche, puis transportés jusqu’à des huttes de paille, appelées tikâten (sg. tikît), qui servent à la fois d’habitation et d’abri de transformation des produits de la pêche, où le processus de séchage mené par les femmes est lancé.
Mais ce mode de subsistance est menacé en raison de la raréfaction du poisson lié à la surpêche industrielle et l'interdiction de la pêche au requin (source de revenu appréciable par la vente des ailerons {Référence nécessaire}).
Leurs villages, dont Iwik (nom donné à l'usine mauritanienne de transformation de poissons de Jean-Christophe Mitterrand), se trouvent sur les plages, parfois en zone submersible.

## Fabrication de la poutargue
C'est la Société industrielle de la Grande pêche (SIGP) qui encourage les Imraguens à partir des années 1930 à produire de la poutargue pour l'exporter. La SIGP modifie les techniques de conservation traditionnelles en introduisant le sel alors que les ovaires de mulet étaient jusqu'ici séchés dans le sable.

### Filmographie
- La grande pêche des Imraguens, film documentaire de Nicolas Jouvin, ADAV / Taxi Vidéo Brousse, Archipel, France 3, Thalassa, 1995